# Jashwant Singh II
Jashwant Singh II (Sailana, 1864 – Sailana, 13 luglio 1919) è stato un principe indiano.
È stato Raja di Sailana dal 1895 al 1919.

## Biografia
Figlio di Bhawani Singh di Semlia, uno jagirdar (feudatario) dello stato di Sailana e cugino alla lontana del raja Dule Singh di Sailana, fu educato al Rajkumar College di Indore. Ascese al trono di Semlia alla morte di suo padre nel 1876.
Jashwant Singh fu quindi adottato dal raja Dule Singh e venne proclamato principe ereditario di Sailana nel 1884, riconosciuto l'anno successivo dall'autorità del governo britannico dell'India. Lasciò quindi il trono di Semlia a suo fratello minore nel 1888 e venne nominato amministratore della città di Sailana nel 1893, assumendo le prime responsabilità in ruoli di governo. Alla morte del padre adottivo, l'11 ottobre 1895, gli succedette al trono di Sailana, venendo incoronato il 13 ottobre successivo. Il 23 dicembre fu proclamato maggiorenne ed ottenne i pieni poteri sul principato.
Jashwant Singh II ereditò uno stato piagato dalla povertà, dalla corruzione e dalla carestia. Introdusse molte riforme, realizzzando un'amministrazione modello.
Ricevette la medaglia d'oro del Kaiser-i-Hind nel 1901 per l'efficiente lavoro svolto durante la carestia del 1900, le medaglie d'oro dei Delhi Durbar del 1903 e del 1911 e le insegne di cavaliere commendatore dell'Ordine dell'Impero Indiano. Fu presidente dell'Akhil Bharatiya Kshatriya Mahasabha nel 1911.
Morì nel 1919 e gli succedette suo figlio Dileep Singh.